# 咽声忠左衛門
咽声忠左衛門（のどごえ ちゅうざえもん）は、江戸時代の農民。江戸時代のはじめ、安芸国高田郡土師村（現在の広島県安芸高田市）で、用水路を開削するなどして尽力した人物。咽声は渾名であり、本名は忠左衛門。以後、用水路は300年以上に亘って守られた。

## 概要・来歴
江戸時代のはじめ、土師村は村の中央を可愛川（江の川）が流れていたため、それを有効活用すれば、灌漑用水に不自由しなくて済むのに、土地の方が川よりも高く、土木技術の未熟な時代であって、上土師(かみはじ)と中土師では、水路を引くことが困難だったため、他村に比べて農民は困窮していた。
- 1662年 （寛文2年）の秋、村の窮状を見るにしのびなかった忠左衛門[2]は、上流の矢櫃（やびつ）に井堰を築き、水路を開削するよう村の農民たちに呼びかけた。しかし、途中の岩盤を掘り抜くなどの難工事のため工事ははかどらず、測量技術も幼稚だったために水は一向に通じなかった。そのうち初め協力的だった村の農民達も工事を投げ出してしまった。私財を注ぎ込み忠左衛門が1人で工事を続けていると、狂人扱いまでされて訴えられるようになり、庄屋から「農民をまどわす者」という理由で、作業ができないように手枷、足枷、首枷をつけられてしまった。それでも、完成を信じる忠左衛門は、手枷、足枷を許されると、首枷をしたままで工事を続け、汗と飛び散る石の粉で首に傷を作り、とうとう咽がつぶれて声がかすれたので、人々は咽声忠左衛門と呼び始めた。それでも屈することなく1人で作業を続けた。この彼の義挙を耳にし、力添えしてくれる人物が現れた。隣村、山県郡南方村（現・北広島町）の庄屋・五郎右衛門であった。彼は、忠左衛門の行動に感激し工事費用と人員を提供してくれた。このため、工事は急にはかどるようになった。
- 1665年 （寛文5年）に延べ7.6㎞に及ぶ用水溝は完成した。その当時用水を受けた水田は8町5反7畝27歩（約8.5ヘクタール）であった。村人は今までの忠左衛門への仕打ちを恥じ、あらためて恩人として忠左衛門を尊敬し、その功績を讃えて石碑をつくった。忠左衛門は義農として後世に名を残すことになる。

## 没後
- 1876年（明治9年） には記念の法要が営まれて、遺徳を讃える碑が建てられた。咽声忠左衛門の古い顕彰碑(明治9年建立)は咽声神社の境内にある。
- 1935年（昭和10年） 現在ののどごえ公園の少し下流の湖畔に咽声忠左衛門の墓(昭和10年建立)が建立された。
- 1940年（昭和15年） 権現山の麓・忠左衛門の墓所に隣して咽声神社を建立・奉建。
- 1972年（昭和47年） 土師ダムの建設により、咽声神社を土師大橋のたもとに移築し、咽声忠左衛門の新しい墓が矢櫃井手(やびついで)を守ってきた関係者により、境内に建立される。「咽声忠左衛門由緒」の石碑も合わせて建立。
- 1974年（昭和49年）3月 忠左衛門の作った水路は土師ダムの完成により水没する。取水口の矢櫃井手はダム建設後も貯水池の最上流付近にその名残をとどめる。
- 1994年（平成6年）4月 国土交通省土師ダム管理所と八千代町により、土師村の恩人・咽声忠左衛門の説明看板がのどごえ公園に建てられる。

## 用水路・受益面積
- 用水路 幅 6尺 (1.8メートル)、深さ 2尺5寸（0.75メートル）、延長 1.5里（6.0キロメートル）
- 受益面積 50町歩（50ヘクタール）